# The Invention of Hugo Cabret
The Invention of Hugo Cabret (2007) is een Amerikaans kinderboek van auteur Brian Selznick. 
De Franse filmmaker Georges Méliès diende als inspiratiebron voor het boek. Sommige gebeurtenissen uit de roman werden door Selznick uit het leven van Méliès gehaald. Zo speelt The Invention of Hugo Cabret zich af rond een speelgoedkraampje in een treinstation in Parijs. Méliès heeft niet toevallig ooit in zo'n kraampje gewerkt.
Regisseur Martin Scorsese verfilmde het kinderboek in 3D onder de naam Hugo (2011).
Het boek is in het Nederlands verschenen als "De Uitvinding van Hugo Cabret" (paperback, filmeditie).

## Verhaal
The Invention of Hugo Cabret speelt in het Parijs van de jaren 30. Hugo Cabret is een 12-jarige jongen. Zijn vader werkt in een museum. Op een dag vertelt zijn dronken oom hem dat zijn vader omgekomen is in een brand in het museum. Daarvóór had hij een boekje met notities en tekeningen van zijn vader gekregen, dat uiteindelijk zijn leven zou veranderen. Hij duikt onder bij zijn oom in het treinstation. Zijn dronken oom, die verantwoordelijk is voor de uurwerken van het station, leert hem hoe hij de klokken moet onderhouden, maar op een dag verdwijnt zijn oom. Hugo besluit daarop om voortaan zelf de uurwerken in orde te brengen. Ondertussen houdt hij zich bezig met de reparatie van een opwindbare pop, een automaton.
Het apparaat vond Hugo's vader ooit tussen de vergeten spullen van een museum. De opwindbare automaton is een man met in zijn hand pen en papier. De pop is van grote waarde voor Hugo, want hij denkt dat, als hij de pop kan repareren, deze een boodschap van zijn gestorven vader gaat schrijven. Om de reparatie door te voeren, steelt hij spullen uit het speelgoedwinkeltje van het station. De uitbater merkt dit en Hugo moet zijn schulden afbetalen door te werken in het winkeltje. Maar dan merkt Hugo dat de uitbater een mysterieus verleden heeft en geen onbekende is. De boodschap van de pop blijkt nog maar het begin te zijn van een hele reeks ontdekkingen.

## Invloeden
- Auteur Brian Selznick laat in zijn verhaal duidelijk de invloed van film merken. Het gebruik van afbeeldingen en de verwijzingen naar de Franse filmmaker Georges Méliès onderstrepen dit. Selznick is familie van de bekende filmproducent David O. Selznick, die ooit een Academy Award voor Gone with the Wind (1939) won. De film Sous les toits de Paris (1930) diende voor de auteur als inspiratiebron voor de setting van het boek. De 12-jarige protagonist van het boek lijkt dan weer erg op de protagonist van Les Quatre Cents Coups (1959) van François Truffaut. Zéro de conduite (1933) heeft als onderwerp een rebelse jongen die van school vlucht tijdens de jaren 30 in Frankrijk.
- Het boek verwijst naar het treinongeval op Gare Montparnasse.